# Otopharynx argyrosoma
Otopharynx argyrosoma är en fiskart som först beskrevs av Regan 1922.  Otopharynx argyrosoma ingår i släktet Otopharynx och familjen Cichlidae. IUCN kategoriserar arten globalt som livskraftig. Inga underarter finns listade i Catalogue of Life.